# Grafmonument van de familie De Charro
Het grafmonument van de familie De Charro op de rooms-katholieke begraafplaats Binnenstad in de Nederlandse stad Tilburg is een vroeg-20e-eeuws grafmonument, dat wordt beschermd als rijksmonument.

## Achtergrond
Frederik Nicolaas de Charro (1851-1899) kwam uit een Haagse koopmansfamilie. Hij vestigde zich in 1875 in Tilburg, waar hij tot 1885 een wollenstoffenfabriek had. Een jaar later werd hij firmant van Kerstens en de Charro, Bank en Kassierszaken. Hij overleed eind 1899 en werd begraven op de begraafplaats van 't Heike, aan de Bredaseweg in Tilburg. Naast De Charro werden ook zijn vrouw Helena Emma Maria Bellini (1849-1921) en hun kinderen Hélène en Frits in het graf bijgezet.
Het neogotische grafmonument zal op z'n vroegst in 1900 zijn geplaatst. Het werd gemaakt door de plaatselijke steenhouwer Victor Barette, die onder andere ook het grafmonument van de vermoorde Marietje Kessels op dezelfde begraafplaats heeft gemaakt.

## Beschrijving
Het grafmonument is in hardsteen uitgevoerd en bestaat uit een portico op een oplopende tombe. De portico bestaat uit een nis onder een rondboog, met in de topgevel aan de voorzijde het Christusmonogram en de letters Alfa en Omega. De topgevel wordt bekroond door een kruis In de nis is in de achterwand een klein rond glas-in-loodraam geplaatst, met een voorstelling van de lijdende Christus. Daaronder is een hardstenen plaat geplaatst waarop de namen en levensjaren van het echtpaar De Charro-Bellini worden vermeld. Op de basis van de portico staat het opschrift "Mijn Jezus Barmhartigheid". 
Het opschrift op de liggende zerksteen luidt: "In memoriam / Fredericus N.I. de Charro / *1-8-1890 +11-11-1940 / Helena de Charro / *2-2-1887 +1-12-1955". 

## Waardering
Het grafmonument werd in 2002 als rijksmonument in het Monumentenregister opgenomen, vanwege de "cultuurhistorische waarde als bijzondere uitdrukking van een sociale en geestelijke ontwikkeling, in het bijzonder de katholieke grafcultuur. Het is tevens van belang vanwege de typologie in combinatie met het materiaalgebruik, door de toepassing van glas-in-lood in een in de stijl van een portico opgericht grafmonument. Het grafmonument verkeert ook nu nog technisch in een goede staat. Het object is bovendien van belang als onderdeel van een groter geheel dat cultuurhistorisch, architectuurhistorisch en stedenbouwkundig van belang is als de eerste katholieke begraafplaats in Tilburg."